# تياسير
تياسير  هي قرية فلسطينية من قرى الضفة الغربية. تقع قرية تياسير في شمال الضفة الغربية وتتبع لمحافظة طوباس، حيث تبعد عن مدينة نابلس 22 كم وعن طوباس 3 كم. تُعد من القرى الفلسطينية التي تأثرت بحرب 1967.

## سبب تسميتها
يرجّح أن القرية قامت على أنقاض بلدة كنعانية قديمة عُرفت باسم "اشيد"، والتي تعني "سعيد"، بينما عُرفت في العهد الروماني باسم "أسر".

## عن القرية
بلغ عدد سكانها نحو 3000 نسمة، تمتد المساحة العمرانية للقرية على 180 دونمًا، في حين تبلغ مساحتها الكلية 23,300 دونم، وتحيط بها أراضي طوباس من جميع الجهات. يعتمد السكان على الزراعة، حيث تُزرع الحبوب والقطاني، بالإضافة إلى الأشجار المثمرة، خاصة الزيتون. كما تشتهر بتربية المواشي. وتضم القرية العديد من المعالم الأثرية، منها مدفن محفور في الصخور، آثار لمعاصر زيت الزيتون والعنب، وكهوف أثرية تعود لعصور مختلفة.
تُعرف تياسير أيضًا باسم "بوابة المشاريق"، نظرًا لتباين درجات الحرارة عند دخولها من الشرق، حيث يشعر الزائر بالانتقال من أجواء غور الأردن إلى المرتفعات الجبلية. وقد عانت القرية من الاحتلال الإسرائيلي، حيث كانت منطقة عسكرية مغلقة واحتوت على معسكر تدريبي للجيش الإسرائيلي حتى عام 2005.
رغم هذه التحديات، شهدت تياسير العديد من المشاريع التنموية، مثل إنشاء المدارس، ومشاريع المياه والكهرباء، بجهود السلطة الفلسطينية والهيئات الدولية. وتضم القرية عددًا كبيرًا من الأكاديميين في مجالات الطب والهندسة والعلوم الإنسانية، ومن أبرز عائلاتها: أبو محسن، الدبك، الحلبي، صبيح، طالب، عبد الرازق، وأبو هدان.

## تنوعها الحيوي
تعتبرهذه المنطقة جزءا من السلسلة الجبلية الشمالية وتطل سفوحها الغربية على البحر الابيض لمتوسط، بينما تنحدر سفوحها الشرقية نحو البحر الميت وغور الاردن، وتُعرف بتنوعها الحيوي الغني والمميز. تُعتبر محمية تياسير، التي تبلغ مساحتها حوالي 1200 دونم، من أبرز المعالم الطبيعية في المنطقة، حيث تضم تنوعًا نباتيًا وحيوانيًا فريدًا.
التنوع النباتي: تتميز المحمية بوجود أنواع مختلفة من النباتات، من أبرزها: البطم العدسي، الخروب، البلوط، السرو، الصنوبر، الزعرور، الرتم، السريس، اللوف، الزعتر، العكوب، السوسنة السوداء، نجمة بيت لحم، الأوركيد، الفيجن، النبق، السذاب الحلبي والتيوليب الأحمر المهدد بالانقراض.
التنوع الحيواني: تُعد المحمية موطنًا لأنواع مختلفة من الحيوانات، بما في ذلك: الزواحف، مثل السحلية عديمة الأطراف، الطيور، مثل الحجل، الحسون الأخضر، الشحرور، الكروان، البومة، وعقاب الثعابين، الثدييات، مثل غزال الجبل الفلسطيني.
يُساهم هذا التنوع البيئي في جعل محمية تياسير وجهة مثالية لمحبي الطبيعة والباحثين في مجال التنوع الحيوي. كما أن وجود مسارات بيئية، مثل مسار محمية تياسير، يُتيح للزوار فرصة استكشاف المنطقة والتعرف على مكوناتها البيئية عن قرب.